# Divizia A 2019
La Divizia A 2019 fue la edición número 29 de la Divizia A, el segundo nivel del sistema de ligas del fútbol de Moldavia. La temporada comenzó el 6 de abril y finalizó el 9 de noviembre de 2019.

## Participantes
| Club              | Ciudad   |
| ----------------- | -------- |
| Cahul-2005        | Cahul    |
| FC Dacia Buiucani | Chișinău |
| Florești          | Florești |
| Grănicerul        | Glodeni  |
| Iskra             | Rîbnița  |
| Real Succes       | Chișinău |
| Sîngerei          | Sîngerei |
| Sireți            | Sireți   |
| Sparta            | Chișinău |
| Spartanii         | Selemet  |
| Speranța          | Drochia  |
| Tighina           | Bender   |
| Ungheni           | Ungheni  |
| Victoria          | Bardar   |
| Zaria             | Bălți    |

## Tabla de posiciones
Actualizado el 9 de noviembre de 2019
| Pos. | Equipo                | PJ | PG | PE | PP | GF | GC  | Dif. | Pts. | Ascenso o Descenso                   |
| ---- | --------------------- | -- | -- | -- | -- | -- | --- | ---- | ---- | ------------------------------------ |
| 1    | Florești (A) (C)      | 28 | 22 | 3  | 3  | 71 | 29  | +42  | 69   | Ascenso a Divizia Națională 2020     |
| 2    | FC Dacia Buiucani (A) | 28 | 22 | 3  | 3  | 68 | 17  | +51  | 69   | Ascenso a Divizia Națională 2020     |
| 3    | Sparta Selemet        | 28 | 20 | 2  | 6  | 72 | 28  | +44  | 62   | Clasificado al play-off de promoción |
| 4    | Tighina               | 28 | 19 | 3  | 6  | 84 | 31  | +53  | 60   |                                      |
| 5    | Cahul-2005            | 28 | 14 | 6  | 8  | 60 | 34  | +26  | 48   |                                      |
| 6    | Victoria Bardar       | 28 | 14 | 1  | 13 | 58 | 54  | +4   | 43   |                                      |
| 7    | Speranța Drochia      | 28 | 12 | 5  | 11 | 44 | 37  | +7   | 41   |                                      |
| 8    | Grănicerul Glodeni    | 28 | 10 | 4  | 14 | 47 | 66  | −19  | 34   |                                      |
| 9    | Sireți                | 28 | 10 | 3  | 15 | 48 | 83  | −35  | 33   |                                      |
| 10   | Zaria Bălți           | 28 | 9  | 4  | 15 | 65 | 60  | +5   | 31   |                                      |
| 11   | Iskra Rîbnița         | 28 | 9  | 4  | 15 | 51 | 62  | −11  | 31   |                                      |
| 12   | Real Succes           | 28 | 9  | 4  | 15 | 59 | 63  | −4   | 31   |                                      |
| 13   | Ungheni (D)           | 28 | 9  | 3  | 16 | 55 | 83  | −28  | 30   | Descenso a Divizia B 2020            |
| 14   | Sîngerei (D)          | 28 | 6  | 3  | 19 | 38 | 72  | −34  | 21   | Descenso a Divizia B 2020            |
| 15   | Sparta Chișinău (D)   | 28 | 0  | 2  | 26 | 6  | 107 | −101 | 2    | Descenso a Divizia B 2020            |

## Goleadores
| Posición | Jugador           | Club           | Goles |
| -------- | ----------------- | -------------- | ----- |
| 1        | Artiom Litveacov  | Tighina        | 30    |
| 2        | Octavian Onofrei  | Spartanii      | 29    |
| 3        | Eugeniu Borovschi | Iskra          | 20    |
| 4        | Oleg Andronic     | Ungheni        | 16    |
| 4        | Vadim Crîcimari   | Florești       | 16    |
| 6        | Alexandru Bezimov | Victoria       | 14    |
| 6        | Igor Bîcicov      | Sîngerei       | 14    |
| 6        | Abdoul Fadika     | Zaria          | 14    |
| 6        | Vladimir Haritov  | Cahul-2005     | 14    |
| 10       | Andrian Apostol   | Dacia Buiucani | 13    |
| 10       | Marius Iosipoi    | Dacia Buiucani | 13    |
| 10       | Andrei Stratan    | Ungheni        | 13    |